# Natalia Polosmak
Natalia Viktorovna Polosmak (russe : Наталья Викторовна Полосьмак), née le 12 septembre 1956, est une archéologue russe spécialisée dans l'étude du début de l'Âge du métal chez les nomades eurasiens, plus particulièrement ceux connus comme appartenant à la culture Pazyryk. Cet ancien peuple souvent appelé « Scythes » vivait dans les montagnes de l'Altaï, en Russie sibérienne. Natalia Polosmak est renommée pour sa découverte et son analyse de la momie d'une princesse de l'Altaï qui est encore aujourd'hui le point central d'un conflit entre les habitants locaux et les scientifiques russes.

## Recherches

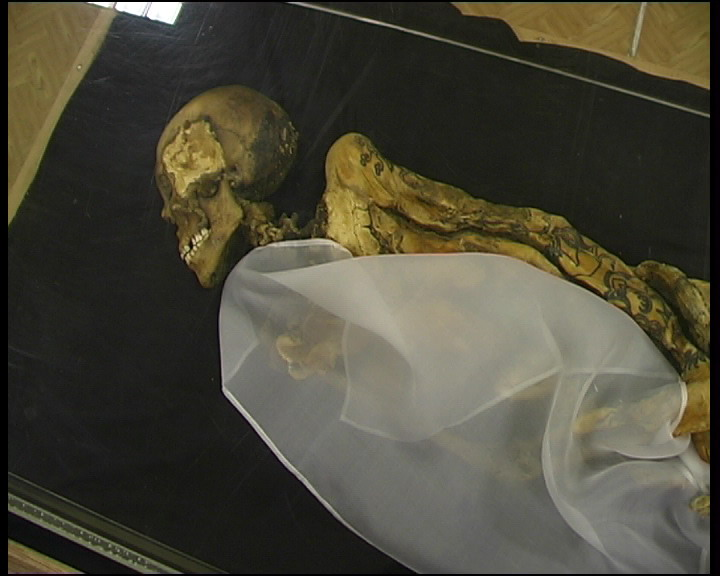
Princesse de l'Altaï,

En 1993, Polosmak mène un chantier de reconnaissance archéologique du haut plateau de l'Oukok. Elle y fait une extraordinaire découverte, une momie de femme, gelée dans le permafrost. Grâce à ses vêtements intacts et à son corps très bien conservé, jusqu'à ses tatouages, Polosmak établit son lien à la culture Pazyryk. Les Pazyryks sont un peuple de l'âge de fer qui vivait dans les montagnes de l'Altaï sur le plateau de l'Oukok. Plusieurs tumulus funéraires appelés kourganes ont été trouvés dans cette zone et associés à ce peuple ; qui ressemble au légendaire peuple de l'ouest le Scythes. Les excavations faites dans cette région ont révélé de nombreux artefacts archéologiques.
La découverte de Natalia Polosmak, est aussi appelée « Demoiselle de glace »,. Polomask découvre cette momie dans un ancien tumulus encore jamais ouvert auparavant. La momie est remarquable car c'est une femme enterrée avec tous les honneurs funéraires, ce qui est très rare pour une femme à cette époque. De plus elle est tatouée de motifs fins et complexes, très bien conservés. On estime qu'elle a vécu au Ve siècle av. J.-C. Elle porte une coiffe en feutre noir retrouvée intacte et décorée de personnages indiquant son statut social élevé. On retrouve aussi un collier de chameaux en bois dans ses ornements. Sa robe est en poil de chameau tissé et en laine de mouton avec des pompons tressés et colorés en rouge avec une teinture anti-insectes,,ses pieds sont habillés de bottes en cuir.
D'autres momies tatouées datant de vers 300 av. J.-C. ont également été extraites du pergélisol sur le site,.
Pendant les fouilles du site, les objets furent décongelés avec de l'eau provenant d'un lac voisin chauffé avec des chalumeaux. Des protestations et des rumeurs circulèrent parmi le peuple Oukok local, pour quii déranger les morts risquait d'avoir de graves conséquences. Quand le moteur de l'hélicoptère utilisé par Polosmak pour transporter les restes de la momie vers la Russie, tomba en panne, entrainant un atterrissage d'urgence et des dommages au corps, cela fut interprété comme un signe que la momie n'aimait pas être dérangée et donna crédit aux rumeurs. Le tremblement de terre de l'Altaï en 2003 a également été considéré comme une des conséquences de la profanation des tombes.

## La controverse de la princesse d'Altaï

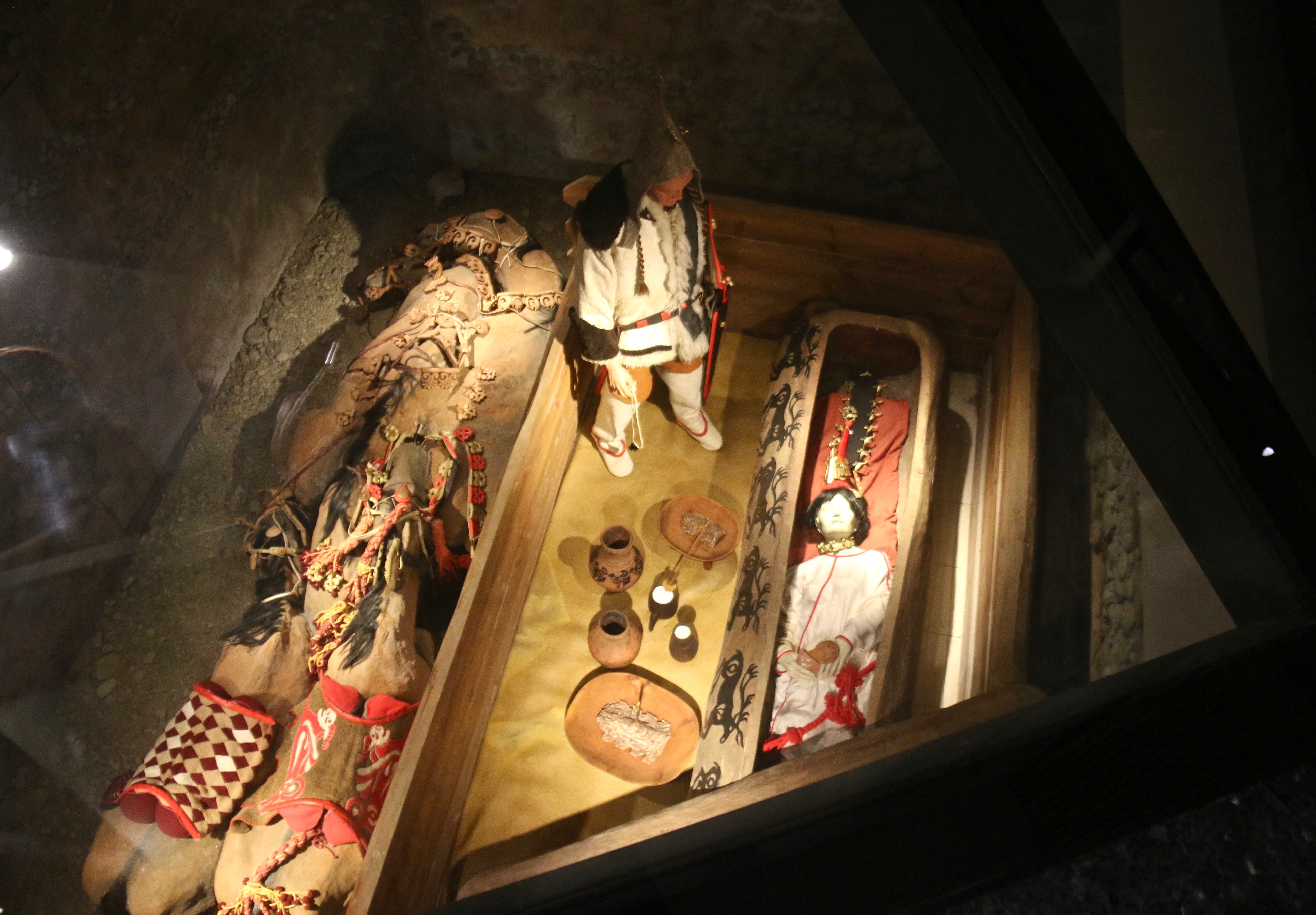
Reconstruction de la tombe de la princesse de l'Altaï au Musée Anokhin.

Dès les premiers instants, la propriété de la princesse d'Altaï et des autres découvertes archéologiques trouvées sur un territoire disputé par la Chine et la Russie ont été un sujet de controverse. Natalia Polosmak ramène toutes ses découvertes à Novossibirsk et à Moscou pour une analyse scientifique approfondie en conditions contrôlées de laboratoire.
Des études médico-légales modernes menées par la police de Moscou et le Bureau fédéral de sécurité russe ont déterminé que la demoiselle de glace est « une représentante de la race caucasienne sans caractéristiques typiquement mongoles ». Les habitants de la République de l'Altaï, ont exigé le retour des objets funéraires sur leur sol, affirmant que les restes antiques n'auraient jamais dû être dérangés et qu'ils appartenaient au site où ils ont été trouvés.
Rima Eriknova, originaire d'Altaï et directrice du musée régional de l'Altaï à Gorno-Altaysk, est la principale figure du groupe demandant le retour des artefacts. Elle fonde son argumentation sur le fait que les fouilles, et surtout la délocalisation des objets de valeurs, y compris la momie, ont été faites sans information, consultation ou permission de la population locale. Elle revendique la propriété de la princesse de l'Altaï pour ces populations et conteste la véracité des affirmations médicales légales russes qui constituent pour elle une tentative d'effacer le patrimoine de l'Altaï. Elle aurait déclaré « ... ils ont rendu la demoiselle de glace complètement européenne. Mais, en fait, elle a aussi des traits mongols ».
À la suite de ces controverses, une interdiction a été faite aux archéologues russes de l'Altaï, notamment à Polosmak, de travailler sur les tombes fouillées sur le plateau d'Oukok. Polosmak a exprimé sa peine face à cette interdiction car dans les années qui ont suivi la découverte de la « Fille des glaces », elle avait fait de la région et de son étude archéologique, l'œuvre de sa vie.
Le 20 septembre 2012, la demoiselle de glace a été amenée au Musée Anokhin (en) dans l'Altaï depuis Novossibirsk, où elle était conservée auparavant.

## A voir aussi
- Tarim mummies
- Pazyryk culture
- Siberian Ice Maiden

## Liens et références
1. ↑  « The First Report on a Burial of a Noble Pazyryk Woman on the Ukok Plateau » (consulté le 1er décembre 2007)
2. ↑  Paul G. Bahn, The Atlas of World Geology, New York, Checkmark Books, 2000, 128 (ISBN 0-8160-4051-6, lire en ligne )
3. ↑  « Golden Mountains of Altai », UNESCO (consulté le 31 juillet 2007)
4. 1 2  Natalia V. Polosmak, « Ice Mummies: Siberian Ice Maiden », PBS - NOVA (consulté le 31 juillet 2007)
5. 1 2  « Prehistoric Art - Early Nomads of the Altaic Region », The Hermitage Museum (consulté le 31 juillet 2007)
6. ↑  « Siberian princess reveals her 2,500 year old tattoos », sur siberiantimes.com (consulté le 7 octobre 2023)
7. ↑  « Natalia Polosmak » [archive du 5 juillet 2007] (consulté le 31 juillet 2007)
8. ↑  « Bronze collect at Novosibirsk State University - including Pazyryk » [archive du 5 septembre 2012] (consulté le 30 novembre 2006)
9. 1 2 3  « Minor nationality of Russia demands the return of "Princess of Ukok" », Pravda, 21 février 2005 (consulté le 27 novembre 2007)
10. ↑  Leigh Fenly, « Archaeology News » [archive du 2 août 2009], 8 décembre 2004 (consulté le 27 novembre 2007)
11. 1 2  Edward P. Rich, « Archaeology in Support of Profs. Sergei I. Rudenko, Vychesalav I. Molodin, and Natalia Polosmak », 2001 (consulté le 27 novembre 2007)
12. ↑  Agnieszka Halemba, The Telengits of Southern Siberia, Routledge, 2006, 19 p. (ISBN 978-0-415-36000-5, lire en ligne)
13. ↑  Gertjan Plets, « Exceptions to Authoritarianism? Variegated sovereignty and ethno-nationalism in a Siberian resource frontier », Post-Soviet Affairs, vol. 35, no 4,‎ 2019, p. 308–322 (DOI 10.1080/1060586X.2019.1617574 )